# Alberto Pérez Calvo
Alberto Pérez Calvo (Tudela, Navarra, 31 de marzo de 1944)  es jurista y catedrático de Derecho Constitucional jubilado.

## Trayectoria
Estudió Derecho en la Universidad de Deusto y en la Universidad de Granada donde acabó la carrera en 1970. Obtuvo en 1973 el Diplôme d'Études Supérieures Européennes en la Université de Nancy II, hoy denominada Université de Lorraine.
En 1973, se incorporó como profesor contratado a la Facultad de Derecho de San Sebastián (Universidad de Valladolid) donde se doctoró con la tesis “Control parlamentario y jurisdiccional en las Comunidades Europeas”. En 1979 obtuvo la plaza de profesor adjunto numerario en la Universidad de Salamanca donde  permaneció hasta su traslado, en 1982, a la Universidad de Alcalá. El mismo año, fue nombrado director general de cooperación con los Regímenes Autonómicos en el Ministerio de Administraciones Públicas. En 1991 cesó en el cargo a petición propia y se trasladó a la Universidad Pública de Navarra en la que obtuvo la Cátedra de Derecho Constitucional en 1992 y trabajó hasta su jubilación en 2013. 
Fue el creador del concepto "Estado comunitario", mediante el análisis del lugar que ocupa un Estado miembro de la Unión Europea, de las nuevas funciones que desarrolla y de las transformaciones que experimenta. Por esta aportación, entre otras, la Universidad de Nancy II, le consideró "un artesano de Europa" y le otorgó el título de Doctor Honoris Causa. 
Ha estudiado el Estado autonómico, en especial, a partir de la realidad de España como Estado comunitario, y ha trabajado sobre los conceptos de nación, nacionalidades y pueblos, presentes en la Constitución española de 1978 y en los Estatutos de Autonomía. También ha estudiado la Comunidad Foral de Navarra y los fundamentos de su régimen jurídico peculiar. 
Es asimismo uno de los pioneros en abordar la figura del Defensor del Pueblo y a él se debe uno de los mejores comentarios hechos al art. 54 de la Constitución y a la ley que lo desarrolla, según el primer Defensor del Pueblo, Prof. Joaquín Ruiz Jiménez.[cita requerida]

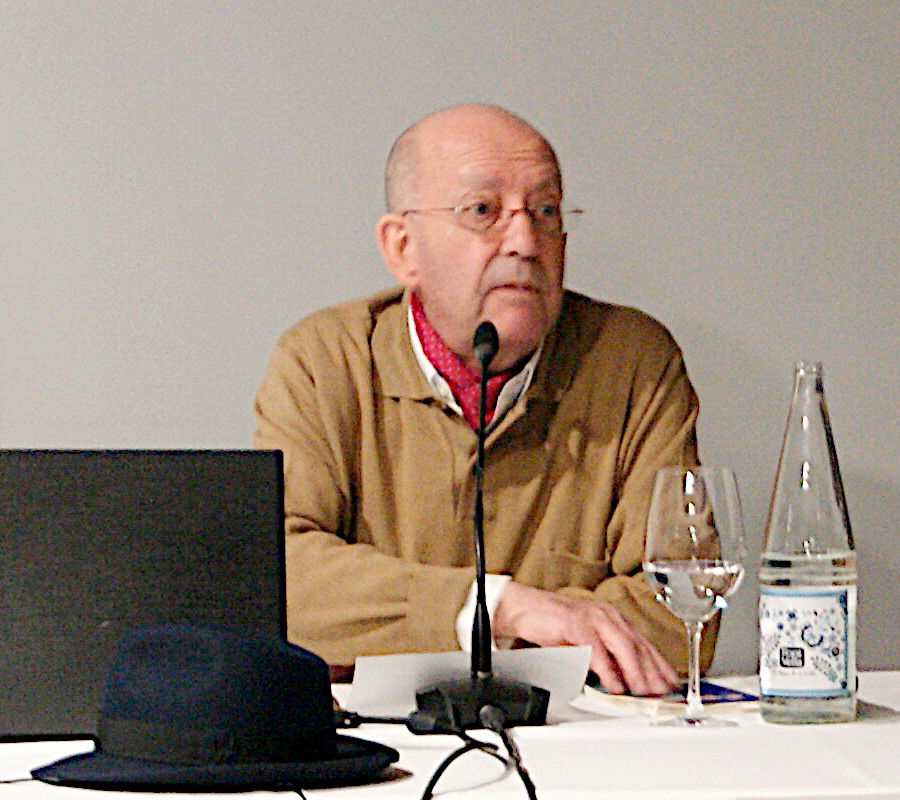
Alberto Pérez Calvo en 2017 durante una charla sobre la Constitución Española dada en Pamplona.

La relación más fecunda la ha tenido el Prof. Pérez Calvo en el Institut de Recherches sur l'Évolution de la Nation et de l'Etat en Europe de la Universidad de Nancy II.[cita requerida]
Tras su jubilación ha publicado la novela: “Un año y tres meses en Medinalcántara” en 2017.

## Cargos relevantes
- Director general de cooperación con los Regímenes Autonómicos, denominado más tarde de “Régimen Jurídico”, en el Ministerio para las Administraciones Públicas, desde 1982 a 1991.
- Miembro del Comité de Expertos de la Carta para las Lenguas Minoritarias y Regionales del Consejo de Europa, de 2003 a 2005.
- Desde 1997 hasta su jubilación, miembro del Patronato de la Fundación Jaime Brunet y del Jurado del Premio de Derechos Humanos con el mismo nombre.

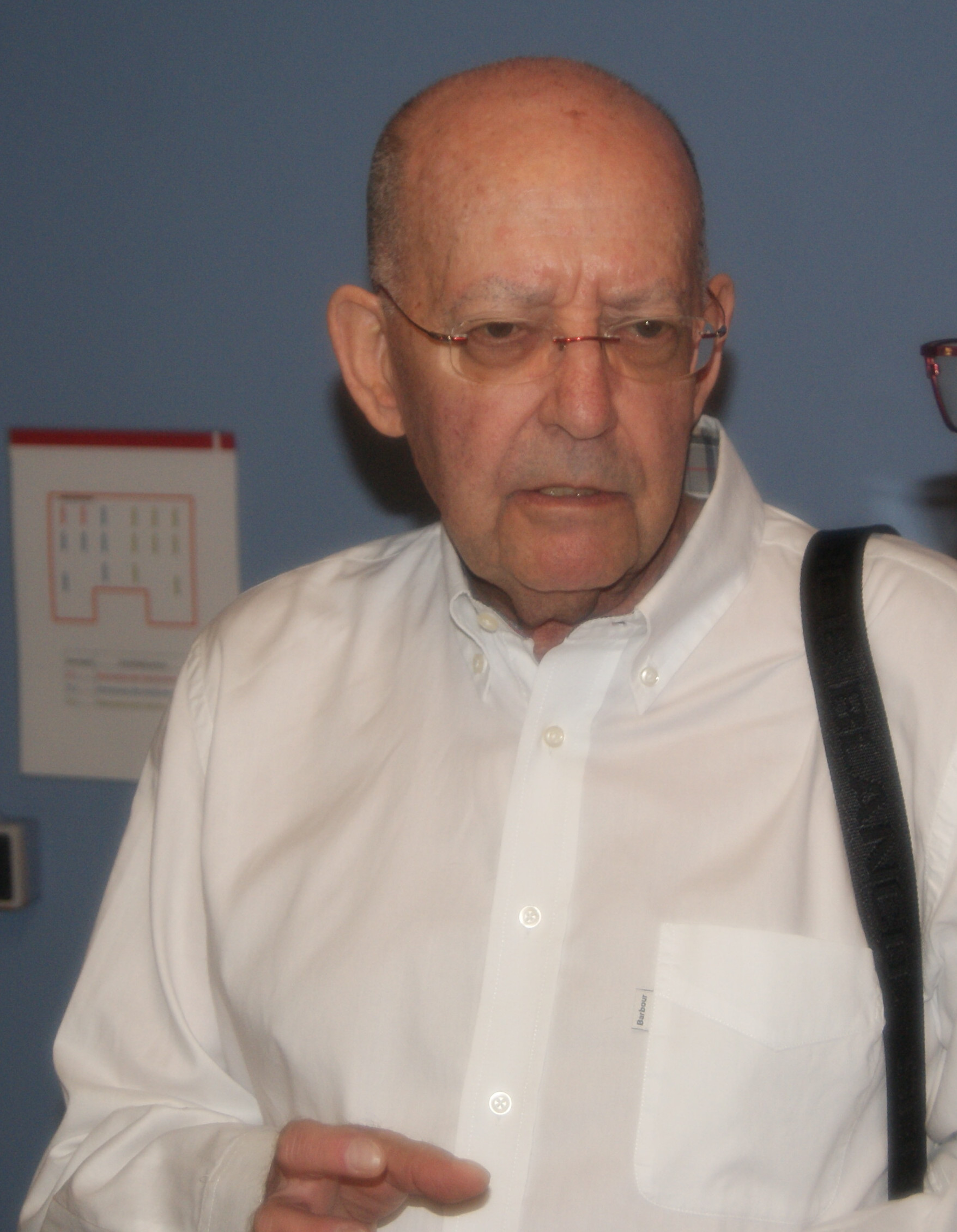
Alberto Pérez Calvo en 2019 en la Universidad Pública de Navarra

## Premios y reconocimientos
- Doctor honoris causa por la Université de Nancy II, 2003.
- Premio Sénior Universidad-BBV de Investigación 1998, Universidad Pública de Navarra.[cita requerida]
- Entrega de la distinción “Zahorí de Plata” por la Sociedad Cultural Gastronómica El Pocico de Tudela, en 2005.[1]

## Publicaciones

### Libros
- El Estado constitucional español, segunda edición, Madrid, Reus, 2014.
- Estado autonómico, Unión Europea y mundialización, Madrid, Fundación Alternativas, 2010.
- Manual de Derecho Público de Navarra, tercera edición, Pamplona, Instituto Navarro de Administración Pública, 2007, pp. 37-270 (primera parte)
- Nación, nacionalidades y pueblos en el derecho español, Madrid, Biblioteca Nueva, 2005.
- Estado autonómico y Comunidad Europea, Madrid, Tecnos, 1993.
- Los Partidos Políticos en el País Vasco, Madrid/San Sebastián, Aramburu Editor-Túcar Ediciones, 1977.
- L’Organisation Européenne de la Confédération Mondiale du Travail, Publications de l’Université de Nancy II, Nancy, 1976.

## Otras publicaciones
Fue también coordinador a cargo de 4 libros, y autor de numerosos artículos.